# Horse Sense
Horse Sense (titulada Un junior en aprietos en México y Granjero de ciudad en España) es una Película Original de Disney Channel transmitida por primera vez en Estados Unidos el 20 de noviembre de 1999, por Disney Channel. Fue dirigida por Greg Beeman y protagonizada por Joey Lawrence y Andrew Lawrence.
Tiene una secuela, Jumping Ship estrenada en 2001.

## Argumento
Michael (Joey Lawrence) es un muchacho muy mimado y privilegiado de 20 años de edad que invita a su muy descuidado primo Tommy (Andrew Lawrence, quien es el hermano de Joey en la vida real) para pasar el verano con él en Los Ángeles. Tommy está muy emocionado y excitado, pero pronto se hace miserable, como Michael se revela para ser egocéntrico y aparentemente ajeno a la existencia de su primo. La visita de Tommy se acorta debido al comportamiento de Michael, pero Tommy generosamente invita a Michael a que lo visite en Montana, a pesar de su desagradable experiencia en Los Ángeles.
Posteriormente, Michael viaja a Montana, sólo para encontrarse con el mismo trato que le había dado a Tommy de vuelta en Los Ángeles. Justo cuando parece que la relación va más allá de la reparación, una crisis que implica el posible juicio hipotecario del rancho de Montana une a los primos entre sí, y Michael descubre que él es más que capaz de ser un "jugador en equipo", también aprendiendo los beneficios de la familia y la lealtad.

## Reparto
- Joey Lawrence - Michael Woods
- Andrew Lawrence - Tommy Biggs
- Susan Walters - Jules Biggs
- M.C. Gainey - Twister
- Leann Hunley - Jacy Woods
- Robin Thomas - Glenn Woods
- Jolie Jenkins - Gina
- Steve Reevis - Mule
- Freda Foh Shen - Arlene
- Ian Ogilvy - Miles
- Nancy Renee - Profesor Mallory Baynes
- Channing Chase - Diedre White
- Mike Trachtenberg as Lou
- Dan Martin - Oficial
- Holmes Osborne as Sr. Hawthorne